# 石油
石油（せきゆ、英: Petroleum）とは、炭化水素を主成分として、ほかに少量の硫黄・酸素・窒素などさまざまな物質を含む液状の油で、鉱物資源の一種である。地下の油田から採掘後、ガス、水分、異物などを大まかに除去した精製前のものを特に原油（げんゆ）と呼ぶ。

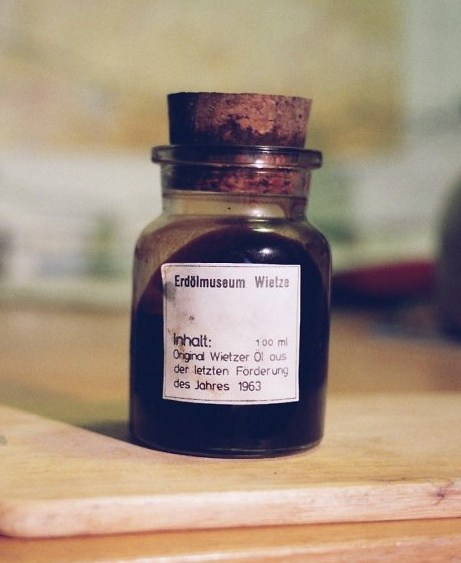
原油の瓶詰め

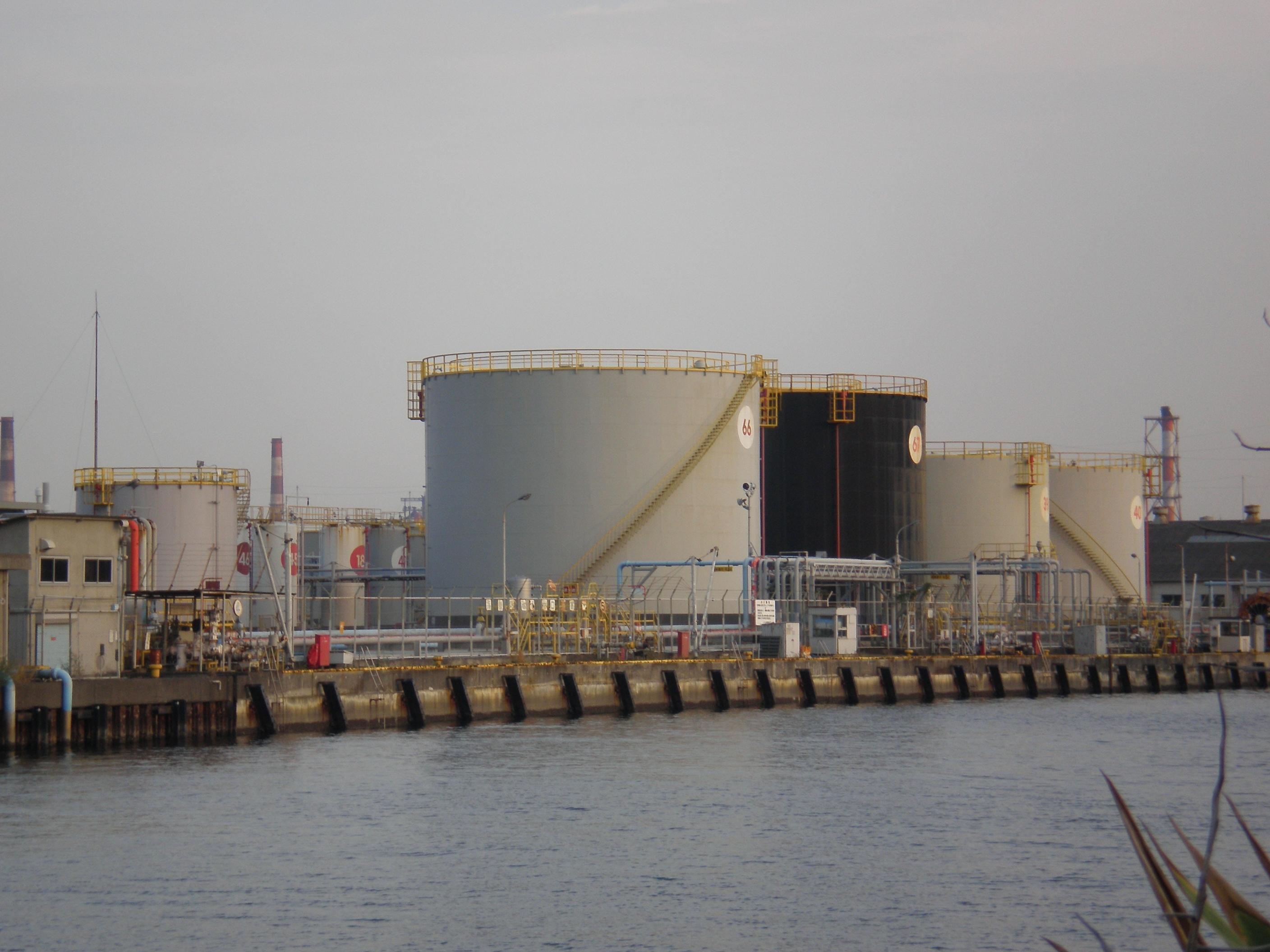
石油タンク

## 概要
「石油」は沈括の『夢溪筆談』からの言葉。英語で石油は「Petroleum」という。これはラテン語のPetra（岩石）とOleum（油）を語源とする。狭義には天然の原油（crude oil）のことを指すが、より広い意味では天然ガスや固体のアスファルトなどを含める。さらに、原油を原料として製造された石油製品や石油化学製品をも含めることがある。また、日常生活では灯油を「石油」と呼ぶことも多い。
古くは石脳油（せきのうゆ）とも呼ばれた。
また、石油製品は連産品と呼ばれる。これは原油を精製してガソリンや灯油などを作る場合、ある特定の製品のみを作ることは出来ず、必ず全部の種類の油が生産されてしまうため、こう呼ばれている。石油の精製とは、油を性質の違いで分ける事（分留）なので、精製する元の原油の種類によって、生産される製品の割合（留分）が異なってくる。留分の中でも需要の多いガソリンは、より重い油を改質することで作ることができる。
主に化石燃料として、世界中でさまざまな用途で使用されており、現代人類文明を支える重要な物質であるが、膨大な量が消費されており、いずれ枯渇すると危惧されている。
近年では、シェールオイルやオイルサンドなどに代表される、非在来型資源と呼ばれる資源が注目を集めている。存在自体は古くから知られていたものの、これまでは掘削技術や採算性の面から、開発が行われてこなかった。近年の掘削技術の進展や原油価格の高騰により、採算が取れる見通しとなったことから、2010年頃から北アメリカを中心に開発が進められている。シェールオイルの資源自体は世界中に遍在し、埋蔵資源量も在来型の石油資源を上回ると見込まれていることから、石油のさらなる安定供給や資源の偏在の解消が期待されている一方で、在来型の石油資源と比べ掘削費用が高く、石油価格の低迷時には油田開発が低迷する傾向がある。

## 起源
石油の起源についての論争は、生物由来説（有機成因論）と非生物由来説（無機成因論）の大きく２つに分かれる。論争の起源は古く、確認できる範囲ではともにルネッサンス期にまでさかのぼる。今日では生物由来説が広く受け入れられている。非生物由来の石油（炭化水素）もわずかながら存在はしているが、全体からすると極めて少量と推定される。

### 生物由来説（有機成因論）
現在の学説の主流である。百万年以上の長期間にわたって厚い土砂の堆積層に埋没した植物や藻などの生物遺骸は、高温・高圧下で油母 （ケロジェン） という物質に変わり、次いで液体やガスの炭化水素へと変化する。これらは岩盤内の隙間を移動し、貯留層と呼ばれる砂岩や石灰岩など多孔質岩石に捕捉されて油田を形成する。この由来から、石炭とともに化石燃料とも呼ばれる。
有機成因論の根拠の一つとして石油中に含まれるバイオマーカーの存在がある。光合成生物の葉緑体に由来するポルフィリン、真核生物が生産するステロール（コレステロールなど）に由来するステラン、同様に細菌が生産するホパノイドに由来するホパン、あるいは酵素の関与しない化学反応では生成が困難な光学活性をもつ有機化合物などがバイオマーカーとして石油に含まれている。これらバイオマーカーの組成と石油の熟成度には関連性が見出されている。また、石油中に含まれる炭化水素の炭素同位体比に関して、炭素数の少ない炭化水素ほど質量の軽い炭素同位体を含む割合が多くなるという傾向が、熱分解による炭化水素の生成の傾向と同じであることが知られている。この結果は、メタンのような炭素数の少ない炭化水素の重合によって石油が生成したとする無機成因説とは矛盾する。
地球物理学者の石井吉徳は「2.25億年前に超大陸パンゲアが次第に分離、現在の姿になるまでの過程で2億年前の三畳紀（Triassic）以後に存在したテチス海(Tethys)が地球史上の石油生成に極めて特異だった。中生代は二酸化炭素の濃度が今より10倍も高く、気温は10℃も高かった。つまり地球温暖化で、植物の光合成は極めて活発であった。しかもこのテチス海は赤道付近に停滞し、海水は攪拌されず長く酸欠状態が続いた。このため有機物は分解されず、石油熟成に好条件であったことが中東油田の始まりである。石油は探せばまだまだあるという単純な発想は地球史から見て正しくない。」と有限性を強調している。
また、2021年に石油と同等の炭化水素を合成する植物プランクトンのDicrateria rotunda (D. rotunda)が発見された。このプランクトンの合成する一連の飽和炭化水素の炭素数は10から38までであり、これはガソリン（炭素数10-15）、ディーゼル油（炭素数16-20）、燃料油（炭素数21以上）に相当する。

### 非生物由来説（無機成因論）
石油「無機」由来説は、1940年代にBP（ブリティッシュペトロリアム）の研究所内では、無機生成物であることが主要理論であったが、市場戦略的な理由で機密扱いにしていた。1850年代以降ロシア帝国の化学者メンデレーエフなどが提唱して、旧東側諸国では従来から定説とされていた学説である。旧西側諸国でも、天文物理学者であるトーマス・ゴールドなどが無機由来説を唱えた。
無機成因論の根拠としては「石油の分布が生物の分布と明らかに異なる」「化石燃料では考えられないほどの超深度から原油がみつかる」「石油の組成が多くの地域でおおむね同一である」「ヘリウム、ウラン、水銀、ガリウム、ゲルマニウムなど、生物起源では説明できない成分が含まれている」などが挙げられる。また、生物起源論が根拠としている、炭素数の少ない炭化水素ほど質量の軽い炭素同位体を含む割合が多くなるという傾向は、地下から炭化水素が上昇する過程で、分子の熱運動により重い同位体が分離されたと解釈する。この無機由来説に基づけば、一度涸れた油井もしばらく放置すると、再び原油産出が可能となる現象を説明することができる。また超深度さえ掘削できれば、日本はもちろん世界中どこでも石油を採掘できる可能性があることになる。
石油の大部分が非生物由来であるとする仮説は、多くの地質学的および地球化学的証拠と矛盾しており、今日では認められていない。非生物起源の炭化水素自体は存在するが、その量については商業的に有益な量ではまったくない。米国石油地質学者協会のラリー・ネイションは「論争は、非生物起源の石油埋蔵量が存在するかどうかについてではありません」「論争は、それらが地球の全体的な埋蔵量にどれだけ貢献するか、そして地質学者がそれらを探すためにどれだけの時間と労力を費やすべきかについてです。」と述べている。

### 石油分解菌説
無精製でも内燃機関を動かす事が出来る程、世界的にも稀な軽質油を産出する、静岡県の相良油田では、有機成因論とも無機成因論とも異なる、第三の仮説が唱えられている。1993年、当時京都大学大学院の今中忠行により相良油田から採取した石油分解菌「Oleomonas sagaranensis HD-1株」が嫌気性条件下で炭化水素を作り出すことを報告した。この際生成された石油は、相良油田産の軽質油と性質が酷似しており、相良油田が形成された一因として唱えられているほか、今中忠行らはこの石油分解菌が、メタンハイドレートに関係していると指摘した。
しかし2002年の論文では、この菌株の嫌気性条件での生育はむしろ否定されている。また、相良油田の起源については有機物の熱分解とする結論が2006年に出されている。ちなみに、微生物による炭化水素の合成自体は珍しいことではなく、広く知られている。

## 成分
石油の成分のほとんどは炭化水素であり、色々な炭化水素の混合物から構成されている。その他、硫黄化合物、窒素化合物、金属類も含まれている。工業的に有用な石油製品を作るためには、分留によって成分を分ける。精製することにより、天然ガス、ナフサ（ガソリン）、灯油、軽油、重油、潤滑油、アスファルトなどが製品として得られる。

### 天然ガス
天然ガスは、沸点が30℃位までであり、常温よりも沸点が低いため、ガスとして分離する。主な構成成分は、メタン・エタン・プロパン・ブタン・ペンタンなど。但しプロパン及びブタンは、液化石油ガス（LPG）として販売される。
- CH4 （メタン、 methane） － 沸点 -108℃
- C2H6 （エタン、 ethane） － 沸点 -67℃
- C3H8 （プロパン、 propane） － 沸点 -43℃
- C4H10 （ブタン、 butane） － 沸点 -18℃

### ナフサ
ナフサは沸点が30 - 200℃程度の炭化水素であり、粗製ガソリンとも呼ばれる。主成分は炭素数5 - 12のアルカンである。
炭素数5 - 7のナフサは、軽質ナフサと呼ばれ、透明で蒸発しやすく、溶媒やドライクリーニングの溶剤、あるいはその他の速乾性の製品に用いられる。炭素数が6 - 12のナフサは、重質ナフサと呼ばれ、水素化精製、接触改質などを経てから配合調整されガソリンとして精製される。ベンジンやホワイトガソリンはナフサから作られる石油製品である。

### 灯油・軽油
炭素数10 - 15の範囲の炭化水素からケロシンが作られジェット燃料に用いられる。炭素数10 - 20の範囲からディーゼル燃料（軽油）と灯油が精製される。

### 重油
沸点320℃以上の蒸留で、船舶のエンジンやボイラーに用いられる重油が精製される。これらの石油製品は、常温で液体である。

### 残油
常圧蒸留で蒸留できない残油は、減圧蒸留（真空蒸留）する。潤滑油と半固体の油脂（ワセリンを含む）は、炭素数16から炭素数20の範囲である。
炭素数20以上の鎖状炭化水素は固体であり、パラフィンワックスを皮切りに、タール、アスファルトの順である。

常圧蒸留留分の名称と沸点（℃）を示す：
石油エーテル (petrol ether) ：40 - 70℃ （溶媒用）
軽ガソリン (light petrol) ：60 - 100℃ （自動車燃料）
重ガソリン (heavy petrol) ：100 - 150℃ （自動車燃料）
軽ケロシン (light kerosene) ：120 - 150℃ （家庭用溶媒・燃料）
ケロシン (kerosene)：150 - 300℃ （ジェット燃料）
ガス油 (gas oil)：250 - 350℃ （ディーゼル燃料/軽油/灯油）
潤滑油：> 300℃ （エンジン・オイル）
残留分：タール、アスファルト、残余燃料

## 歴史

### 前近代
地下から湧く燃える水の存在は、古代から各地で知られていた。産地で燃料や照明に用いた例も多い。たとえば4世紀には中国大陸で石油の採掘が行われたという記録がある。ビザンティン帝国にはギリシャ火薬と呼ばれる火炎放射器、あるいは焼夷弾に似た兵器があった。ギリシャ火薬の製法は現在では失われているが、原料のひとつとして石油が使用されていたと考えられる。また1691年には現在も石油の生産が行われているルーマニアのモレニ油田から石油が採掘され、産出された石油は品質の点で他の油より良いとされていた。しかし、大量生産はずっと後のことであった。
なお、世界最古の石油製品は石器時代には既に接着剤として利用されていた天然アスファルトとされている。紀元前3000年のころ、メソポタミアでは、地面の割れ目からしみ出していた天然アスファルトが、建造物の接着やミイラの防腐、水路の防水などに使われていた。紀元前1世紀ごろの記録では、石油を傷口にぬって血を止めたり、発熱をおさえるなどの万能薬として用いられていたと記されている。
日本では天智７年（668年）、日本書紀に越の国から「燃ゆる土」と「燃ゆる水」が近江大津宮に献上されたという記録が残っている。江戸時代になると石油は「くそうず」（臭水、草生水などと表記）と呼ばれていた。
このように石油の発見自体は非常に古く、産地においてその存在は有史以前から知られていたものの、積極的に利用されていたとは言い難く、それどころか多くの国で利用の禁止さえされていたこともある。その理由については宗教や迷信も含めて様々だが、やはり最も大きい理由として挙げられるのは燃焼時等に発生する有毒ガスの危険性であると推測される。
精製された現在の石油製品でさえその危険性は皆無ではなく、未精製の石油に至っては比較にならないほどリスクが高い。そのため石油は産地におけるごく小規模の利用にとどまり、積極的な実用には至らなかった。

### 19世紀

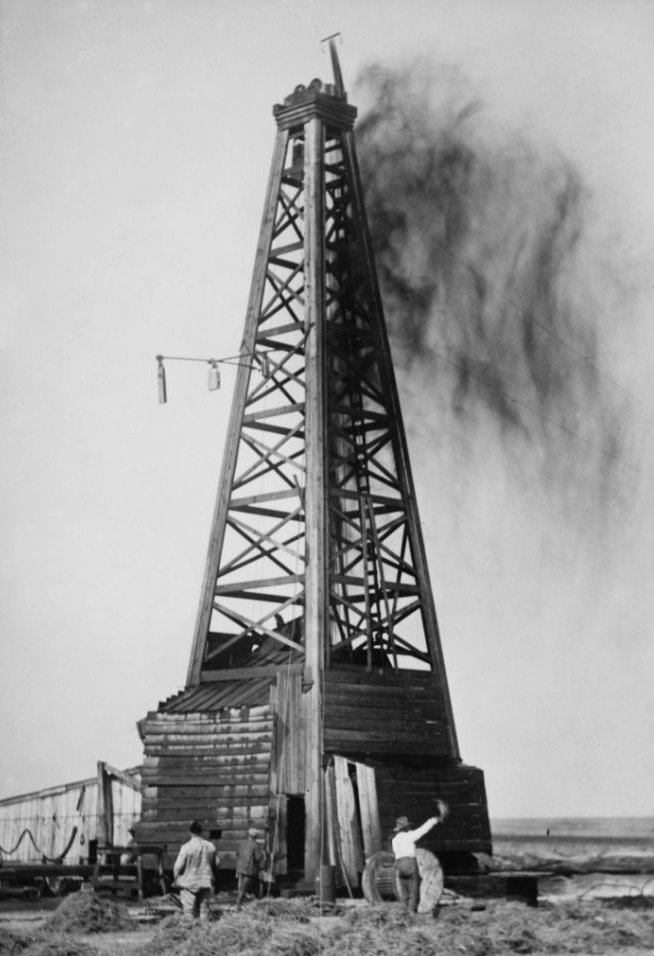
オケマ（オクラホマ）の油井やぐら、1922

アメリカ合衆国では1855年、ネイティブ・アメリカンが薬用にしていた黒色の油を精製したところ、鯨油よりも照明に適していることが分かり、油田開発がスタートした。需要が伸びるにつれ、原油採掘の必要性が高まったところ、機械掘りの油井の出現が、石油生産の一大画期をなした。
エドウィン・ドレーク（ドレーク大佐）が1859年8月に、ペンシルベニア州タイタスビルの近くのオイル・クリークで採掘を始めたのが世界最初と言われる。しかし、別のところでもっと早くあったとする説もある。19世紀後半には、アメリカ合衆国、ルーマニア、ロシア帝国のコーカサス地方が石油の産地であった。
1863年、ジョン・D・ロックフェラーがオハイオ州クリーブランドで石油精製業に乗り出し、1870年、スタンダード石油を設立した。同社は事業統合を重ね、1884年にはアメリカ合衆国全体の石油精製能力の77%、石油販売シェアは80-85%に達した。その後あまりに巨大化したスタンダード石油に対し、世論の反発が起き、1890年に成立したシャーマン反トラスト法により、同社は1911年、34の会社に解体された。ただし、消滅したわけではなく、分割されただけである。スタンダード石油が前身となって、今日のエクソンモービル、シェブロンなどの旧7大メジャーができた。
1858年には、最初の実用内燃機関として、石炭ガスで動作するルノアール・エンジンが発明され、1876年にドイツ帝国のニコラウス・オットーが、4ストローク機関のオットーサイクルを発明した。1870年頃には石油から灯油を採った後に残るガソリンは、産業廃棄物として廃棄されていたが、1883年にゴットリープ・ダイムラーが、液体燃料であるガソリンを用いられる内燃機関を開発、1885年にダイムラーによる特許が出される。同年、ドイツ帝国のカール・ベンツは、ダイムラーとは別にエンジンを改良した。自動車の動力源には、蒸気機関や電気も用いられていたが、20世紀初めまでにこれらは衰退した。このような技術革新により、19世紀後半以降石油の普及が促進された。
日本でも明治初期には、輸入ランプ用の灯油が普及し、文字どおり「灯りの油」として広く利用されるようになった。

### 第二次世界大戦まで
19世紀末の自動車の商業実用化、20世紀初めの飛行機の発明は、ガソリンエンジンと切り離しては考えられない。船舶も重油を汽缶（ボイラー）の燃料にするようになった。
石油自体は珍しくないが、大量生産できる油田は少なく、発見が困難であったため、石油産地は地理的に偏った。戦車、軍用機、軍艦などの燃料でもあったことから、20世紀半ばから後半にかけて、石油は戦略資源となった。
20世紀前半には、ベネズエラやインドネシアが石油の輸出地に加わった。この当時、世界の石油生産はアメリカ、ソ連、そしてベネズエラが多く占めていた。その中でもアメリカ合衆国は約70パーセントを占めていた。

### 第二次世界大戦後
第二次世界大戦後、石油の新たな用途として、既に戦前に登場していた化学繊維やプラスチックが、あらゆる工業製品の素材として利用されるようになった。また、発電所の燃料としても石油が利用された。
また、中東に新たな大規模油田が相次いで発見された。中東は良質の優れた油田が多いだけでなく、人口が多くなく現地消費量が限られているため、今日まで世界最大の石油輸出地域となっている。
石油の探査には莫大な経費と高い技術が必要となるが、成功時の見返りもまた莫大である。必然的に石油産業では企業の巨大化が進んだ。独自に採掘する技術と資本を持たない国では、巨大資本を持った欧米の少数の石油会社に独占採掘権を売り渡した。これによって石油開発の集中化はさらに進み、石油メジャーと言われる巨大な多国籍企業が誕生した。大量産出によって安価になった石油はエネルギー源の主力となった。この変化はエネルギー革命と呼ばれた。
しかし1970年代に資源ナショナリズムが強まると、石油を国有化する国家が相次いだ。1973年から1974年には、第四次中東戦争でアラブ石油輸出国機構がイスラエル支持国への石油輸出を削減する動きをみせ、オイルショックと世界的な不況をもたらした。

### 現在
他にも北海やメキシコ湾など、世界各地で石油が採掘されるようになると、原油供給が中東に集中していた状況は改善され、石油の戦略性は低下していった。しかし今日でも石油の重要性は低下しておらず、原油価格の変動が、世界経済に与える影響は依然として大きい。
2020年3月、産油国による協調減産体制が終了したところに新型コロナウイルス流行に伴う景気減速が重なり、原油価格が1バレル20ドル台に暴落。生産費用（後述）が比較的高いシェールオイル関連業者は、大きな打撃を受けた。2020年4月1日、大手シェールオイル開発会社の「ホワイティング・ペトロリアム」が破綻し、2020年3月9日の原油価格暴落以来、ニューヨーク証券取引所に上場する石油会社としては初の連邦倒産法第11章適用となった。6月28日にはアメリカの石油生産1 %、天然ガス生産2 %を担っていた「チェサピーク・エナジー」が資金繰りの悪化から破綻した。シェールオイル関連企業は社債の一種である「ハイイールド債」と呼ばれる信用力は低いが利回りの高い債券（ハイリスク・ハイリターン商品）を発行して、資金を調達しているが、新型コロナウイルスの感染拡大による金融市場の混乱に伴い金利が急上昇し、資金繰りが苦しくなっている。
石油の代替品として、アンモニアと水素から直接作りだす合成燃料の研究も行われている。

## 日本の石油事情
日米貿易は1853年の日米和親条約に始まったが、石油については、1879年にアメリカ人で商船J. A.トムソンの船長チャールズ・ロジャースが知人に頼まれ日本の物産を購入する際、新たな市場としての日本へ貨物として原油を精製した石油を届けている。
現在では、新潟県・秋田県の日本海沿岸、および北海道（勇払平野）でごくわずかではあるが原油が採掘されている。生産量は年間で63万キロリットル（2014年度）で、国内消費量全体に占める比率は0.3%に過ぎない。新たに釧路平野に原油の存在が予測されており、経済産業省は新たに鉱区を設定した。
一方で原油の輸入量は国内消費量全体の99.7%、1億9,104万キロリットル（2016年度）である。輸入相手国は上位よりサウジアラビア、アラブ首長国連邦、カタール、イラン、クウェートと、中東地域からが全体の87%を占めている（2016年度）。

### 日本の石油会社
国際石油資本（メジャー）のような海外大手石油会社は、石油の探鉱、生産、輸送、精製、元売りまでを一貫して手がける垂直統合を行っているため、日本の石油会社も精製、元売り（これを下流事業という）のみから、上流事業（探鉱、開発、生産）を手がけるようになってきた。上流事業を専業とする日本の有力石油会社にはINPEX、石油資源開発、三井石油開発があり、下流事業の有力会社としては以下のグループがある。

#### 国内石油会社
- ENEOSホールディングス
  - ENEOS・国内最大手。2017年4月、JXエネルギーと米エクソンモービル系の東燃ゼネラル石油が合併して発足。
- 出光興産（IDEMITSU）国内2番手。戦後、創業者の出光佐三により発展。長期間未上場だったが、2006年10月に東証一部に上場する。2019年4月に昭和シェル石油と経営統合し、同社を完全子会社とする。
- コスモエネルギーホールディングス
  - コスモ石油[注釈 1]（COSMO）国内3番手。1986年4月に大協石油・丸善石油・旧・コスモ石油が合併して発足。
- キグナス石油（KYGNUS）
- 太陽石油（SOLATO）

### 日本の石油諸税
日本で消費される石油には多段階にわたってさまざまな税金がかかっている。これを石油諸税と言う。
- 輸入段階（次の2税目が加算されて課税される）
  - 原油関税（1リットルあたり 0.17円）
  - 石油石炭税（1リットルあたり 2.04円）。
- 製品段階（次の5種類の個別間接税がそれぞれかかる）
  - ガソリン：ガソリン税（1リットルあたり 53.8円） ＝ 揮発油税（48.6円）+ 地方揮発油税（5.2円）
  - 軽油：軽油引取税（1リットルあたり 32.1円）
  - ジェット燃料：航空機燃料税（1リットルあたり 26.0円）
  - LPガス：石油ガス税（自動車用1リットルあたり 9.8円）

この結果、たとえばガソリン1リットルには、消費税を除いて約56円の税金がかかっている計算になる。
前記の各税金のうち軽油引取税だけが地方税で、それ以外の税金は国税である。石油諸税の年間税収額は、2004年（平成16年）度予算で約4兆8,641億円となっている。地方税である軽油引取税を除いた税収合計は、国税収入の約12%を占め、所得税、法人税、消費税に次ぐ第4位の税収規模になっている。また、消費税以外の石油諸税は目的税となっており、その84%が道路整備財源として使われている。そのほか石油対策、空港整備などに使用されている。

### 日本の石油輸入先
2019年度 17,304万kl
- 1位　サウジアラビア　34.1%
- 2位　アラブ首長国連邦　32.7%
- 3位　カタール　9.3%
- 4位　クウェート　8.9%
- 5位　ロシア　4.8%
- 6位　オマーン　1.7%
- 7位　アメリカ合衆国　1.6%
- 8位　バーレーン　1.4%
- 9位　エクアドル　1.3%
- 10位　イラク　1.1%

### 日本の石油備蓄
（2016年3月末現在）207日分（原油5.5億バレル相当）
- 国家備蓄 4,734万kl（製品換算）122日分
- 民間備蓄 3,130万kl（製品換算）81日分
- 産油国共同備蓄 134万kl（製品換算）4日分

### アメリカの石油戦略備蓄
米国には2011年2月現在17.27億バレルの石油備蓄を持つ。この中には米国内油田で産出せずに備蓄指定しているものを含む。(日本5.5、ドイツ2.8、フランス1.8、オランダ1.4等だが、ロシア、中国などの備蓄量は不明）

## 可採量
石油の埋蔵量に関する将来予測は、その時の経済活動・技術動向の状況に左右されており単純な自然科学的根拠に基づいているわけではない。20世紀末からの可採量増大の背景には、原油価格の上昇と技術の向上がある。1973年の第一次石油危機の際には多くの石油専門家がマスコミに登場して「あと30年で石油は枯渇する」と主張していたが、2005年の段階でも「現在発見されている油田可採埋蔵量だけでも現在の消費量で割ればあと40年は供給できる」とされているように、可採量は毎年増大し続けた。

### 可採年数
可採年数（R/P）とは、ある年度において埋蔵が確認されている石油のうち、その時点での技術で採算の合うコストで採掘可能な埋蔵量（R）を、その年度の実際の生産量（P）で割った値である。この値の意味を誤って解釈し、「石油は後何年でなくなる」などと吹聴するものもいるが明確な誤りである。例えばBP統計によれば、1970年の可採年数は約35年であったが、2005年に石油が枯渇したという事実が存在しないことは明らかである。ちなみに2007年度末の価格での可採年数は41.6年であった。
また安価な代替品が存在する場合、地中に多くの石油が残存していても相対的に採掘コストが高く生産が成り立たなくなり、可採埋蔵量なし、可採年数0、つまり、「枯渇」ということになる。

### 価格上昇
可採年数は、原油価格が上がると伸びるという特性がある。それは、原油価格が変化すると『採掘可能な埋蔵量』が変化するためである。以下に例を示す。
ある油田は1バレルあたり採掘コストが30ドルかかるとする。このとき、もし原油価格が1バレルあたり10ドルならば、この油田は採算に合わないため『採掘可能な埋蔵量』には含まれない。しかし、もし原油価格が1バレル50ドルに上昇すれば、この油田は充分採算に合うため『採掘可能な埋蔵量』に含まれることになる。
現在の採掘技術でコストを考えずに採掘を行えば、あと数百年分は埋蔵されているとも言われるが、石油を取り巻く事情は常に変化し続ける。また、埋蔵量は各国の自己申告であり、政治的な理由のかさ上げが何度も判明してきた。
人類が採掘可能な石油埋蔵量を究極可採埋蔵量という。1970年代にはこれは2兆バレルと考えられており、また、その時点での既発見の埋蔵量は1兆バレルと考えられていた。しかし、2005年には3兆バレルまで増大していた。需要は今後も拡大すると思われる石油だが、わざと供給をなるべく小さくして原油価格を上げようとしているのでは無いかという意見も聞かれる。

### 消費量の増大
R/Pは「その時点での消費量が、増えずに永遠に続く」と言う前提の計算であることに留意しなければならない。つまり今世紀初頭、自動車人口は先進国と一部共産圏で10億人ほどであったが、中国13億人、インド12億人、東南アジア5億人という人口規模の地域で自動車が普及した場合、今世紀中盤には自動車人口が35億人に増える。つまり掘り取られる速度が3.5倍にまで早くなるため、永遠にこれらの人々が自動車に乗らない前提で計算しているR/Pでは、予想より早く枯渇することとなってしまう。
このようなR/Pの指標としての欠陥から、最近はR/Pよりピーク理論で事実上の資源持続期間を表示することが多い。（石油ピーク参照）

### 採油技術の向上
従来の採油技術は単純に油層の圧力で自噴させるかポンプで汲み上げるだけであり、地下に存在する原油の内の容易に出てくるものだけが得られるに過ぎなかった。この「一次回収」と呼ばれる方法では地下に存在する原油の20-40%しか得られない。しかし、採油技術が向上し「二次回収」「三次回収」と呼ばれる技術で場合により100%に近い回収が行なえるようになっている。
地下油田の内部状態も三次元や四次元地震探鉱技術によって立体的に判別出来るようになり、取り残しの原油が見通せるようになっている。
「傾斜掘り」や「水平掘り」と呼ばれる自由な方向に掘り進める技術や地中で分岐させる技術の登場によって、原油が存在する地層を縫うように掘り進める事が出来るようにもなってきている。
また、従来は採掘が不可能とされていた大深度地下の油層や水深2000m以上の深海油田や極地での採掘が可能になっており、油田探査の対象地域も拡大している。

## 統計

### 1日あたり原油生産量
近年、アメリカ合衆国が生産量を伸ばしている。
2016年 英BP（単位 万バレル）
全世界                9215.0（100.0%）
中東                   3178.9（34.5%）
1. アメリカ合衆国 1235.4（13.4%）
2. サウジアラビア 1234.9（13.4％）
3. ロシア 1122.7（12.2％）
4. イラン 460.0（5.0％）
5. イラク 446.5（4.8％）
6. カナダ 446.0（4.8％）
7. アラブ首長国連邦 407.3（4.4％）
8. 中華人民共和国 399.9（4.3％）
9. クウェート 315.1（3.4％）
10. ブラジル 260.5（2.8％）

### 確認埋蔵量
2010年米エネルギー情報庁（単位　億バレル）
- 全世界13,542

1. サウジアラビア 2624
2. カナダ 1752
3. イラン 1376
4. イラク 1150
5. クウェート 1040
6. ベネズエラ 994
7. アラブ首長国連邦 978
8. ロシア 600
9. リビア 443
10. ナイジェリア 372
11. カザフスタン 300
12. カタール 254
13. 中華人民共和国 204
14. アメリカ合衆国 191
15. ブラジル 128
16. アルジェリア 122
17. メキシコ 104

2007年　Oil and Gas Journal
1. サウジアラビア 2598
2. イラン 1363
3. イラク 1150
4. クウェート 990
5. ロシア 600
6. アラブ首長国連邦 922
7. ベネズエラ 800
8. ナイジェリア 362
9. リビア 415
10. カザフスタン 300
11. アメリカ合衆国 218
12. 中華人民共和国 160
13. カタール 152